# Serenade (1937)
Serenade ist ein deutscher Spielfilm aus dem Jahre 1937 von Willi Forst mit der 20-jährigen Hilde Krahl in ihrer ersten Hauptrolle. Dem Film liegen Motive von Theodor Storms Novelle Viola Tricolor (1894) zugrunde.

## Handlung
Der Geigenvirtuose Ferdinand Lohner, der mit einem Beethoven-Quartett große Erfolge feiert, ist seit dem Tod seiner Frau Maria vereinsamt und unglücklich. Seitdem lässt er bei jedem Konzert in der ersten Reihe symbolisch einen Platz für sie freihalten. Der Orchester-Kollege Johann Burgstaller, der das Cello spielt, lädt eines Tages den jungen Kollegen zu einem Familienfest ein, in der Hoffnung, Lohner damit etwas Ablenkung zu verschaffen. Auf der kleinen Feier lernt der Geiger die junge Irene, Burgstallers Nichte, kennen. Bald empfinden die beiden Sympathie für einander, aus der schließlich sogar Liebe erwächst. Schließlich macht Ferdinand Irene einen Antrag, den sie trotz Onkel Johanns Warnung, dass der Kollege mit der Geige noch längst nicht über den Tod seiner Frau hinweg sei, annimmt.
Irene zieht in Ferdinands Haus in den Bergen, wo dieser auch seinen Sohn aus erster Ehe, Heinz, mitsamt Schwiegermutter Frau Leuthoff untergebracht hat. Während Irene rasch einen Draht zu dem zwölfjährigen Heinz findet und sich beide anfreunden, ist die alte Leuthoff nicht zugänglich. Im Glauben, dass die Neue an Ferdinands Seite sich hier unrechtmäßig breit macht und ihr nun auch noch das letzte, was ihr von ihrer toten Tochter geblieben ist, nämlich Heinz, abspenstig machen könnte, versucht Frau Leuthoff Irene das Leben so schwer wie möglich zu machen. Nichts darf Irene im Haus verändern, das Frau Leuthoff wie einen Erinnerungsschrein an ihre verstorbene Tochter gestaltet. Ein Mahnruf Ferdinands gegenüber seiner früheren Schwiegermutter bleibt ohne Nachhall. Als eines Tages Ferdinand wieder auf Konzerttournee gehen muss, bleibt Irene nichts anderes übrig, als nun ganz allein den Kampf mit dem Schwiegermonster aufzunehmen.
Eines Tages besucht Gusti Hollmann überraschend Irene. Er ist ihr Cousin, und gemeinsam mit Heinz verbringt man einen fröhlichen, geselligen Abend zusammen. Sobald Irene wieder allein ist, muss sie sich augenblicklich wieder Frau Leuthoffs Klagen anhören. Für Irene wird diese Frau mit jedem Tag mehr zur Qual. Sie beschließt, mit ihrem Vetter eine Tour in die Berge zu unternehmen, woraufhin Frau Leuthoff Ferdinand telegrafiert, er möge so schnell wie möglich zurückkommen, da seine Frau ihn offensichtlich mit einem Anderen betrüge. Und so geschieht es. Es kommt zu einer Auseinandersetzung der beiden Jungvermählten, und Ferdinand glaubt dem Schwiegermonster mehr als seiner Ehefrau. Ferdinand spricht von Scheidung, und Irene schließt sich daraufhin in ihrem Zimmer ein und schluckt eine Menge Schlaftabletten. Nach seiner erneuten Abreise treffen sich Cousin Gustl und Lohner im Zugabteil und haben ein klärendes Gespräch unter Männern, bei dem Gustl seinem Gegenüber klarmacht, dass nichts zwischen ihm und Irene laufe und diese ganz treue Gattin sei. Ferdinand, der erkennt, dass er einen Fehler begangen hat, macht sich auf den Heimweg zurück zu seiner Frau und will sie um Verzeihung bitten.
Als er in die Berge kommt, tobt gerade ein schweres Gewitter. Ein Blitz schlägt in das Lohner‘sche Haus ein, das sofort Feuer fängt. Alle haben sich bereits in Sicherheit gebracht, nur Irene nicht, da sie, vollgepumpt mit Schlaftabletten, tief und fest schläft. Sohn Heinz, dem plötzlich einfällt, dass sich noch Kaninchen Oskar im Haus befindet, eilt hinein und fällt angesichts der Rauchentwicklung in Ohnmacht. Derweil ist Irene aus dem Dornröschenschlaf erwacht und findet auf dem Weg ins Freie den bewusstlosen Heinz. Sie rettet den Jungen wie auch das Kaninchen und schleppt beide nach draußen. Dabei erleidet sie schwere Brandwunden. Ferdinand erreicht sein Domizil, als ihn der eingetroffene Arzt zur Seite nimmt und ihm klarmacht, wie schlecht es um Irene stünde. Ihr Überlebenswille, auch verursacht durch die Schlaftabletten, sei mächtig angeknackst. Tag und Nacht wacht Ferdinand nun an ihrem Krankenbett. Seine Liebe hilft Irene über den Berg. Ferdinand verspricht ihr, in Zukunft mehr für sie da zu sein und sie auf seine Tourneereisen mitzunehmen. Hausdrache Leuthoff muss das Anwesen verlassen und zieht nach München fort.

## Produktionsnotizen
Der Drehbeginn von Serenade datiert auf den 20. August 1937, als man mit den Außenaufnahmen begann. Diese endeten am 10. September desselben Jahres und fanden im Landkreis Berchtesgadener Land bei Bad Reichenhall statt. Die Atelieraufnahmen entstanden zwischen Mitte September und Anfang November 1937. Der Film erlebte seine Uraufführung am 26. November 1937 in Berlins Gloria-Palast.
Hans Somborn und Walter Lehmann übernahmen die Produktionsleitung, Werner Schlichting entwarf die Filmbauten, die von Kurt Herlth umgesetzt wurden. Hans Fritz Beckmann schrieb die Musiktexte zur Komposition Peter Kreuders.
Der 1941 von polnischen Untergrundkämpfern in Warschau ermordete, österreichische Schauspieler Igo Sym spielte hier seine letzte deutschsprachige Filmrolle.
Es wurden folgende Musiktitel gespielt:
- Annabelle
- Serenade
- Schön war die Zeit

1958 drehte Veit Harlan von diesem Film ein Remake unter dem Titel Ich werde dich auf Händen tragen.

## Kritiken
Serenade ist einer der unbekanntesten Forst-Filme und fand, obwohl ein kommerzieller Erfolg, nur wenig Anklang bei der Kritik. Nachfolgend zwei Beispiele:
Boguslaw Drewnak befand: “Der Film gehörte nicht zu den besten Leistungen des später so berühmten Filmemachers. Daß die Musik motivisch eine bedeutsame Rolle spielte, zeigte schon der Titel an, und in der Tat begleitete die Serenade (Peter Kreuder) die Ereignisse des Films von Anfang bis zu Ende”.
Im Lexikon des Internationalen Films heißt es: „Schwach gespieltes und klischeehaft-pathetisches Drama.“